# Powerball

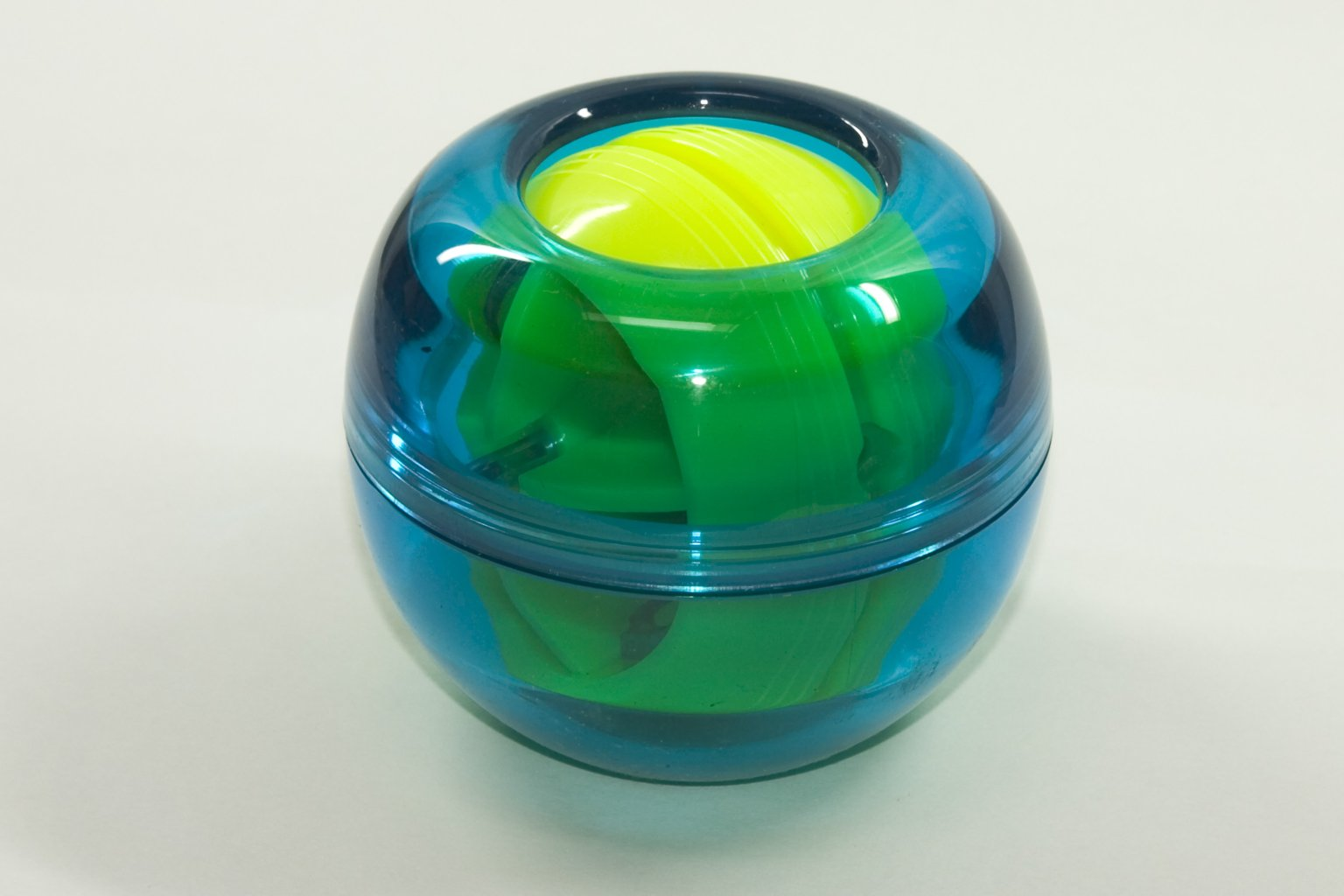
"DynaBee" gyakorló powerball

A powerball egy rehabilitációs és gyógyászati célokra alkalmazható, teniszlabda méretű giroszkóp. Kar-, ujj- és csuklóerősítésre használják.
Több kivitelben készül, de közös jellemzőjük, hogy egy stabil műanyag házba egy giroszkópot szerelnek, amelyet a "labda" billegtetésével lehet forgásban tartani. Mivel a giroszkóp tengelyének állásszögének megváltoztatásához erő szükséges, a powerball kiváló a kéz és a csukló izmainak erősítésére.

## Külső hivatkozások
- Hivatalos weboldal